# Gryllacris emarginata
Gryllacris emarginata är en insektsart som beskrevs av Heinrich Hugo Karny 1925. Gryllacris emarginata ingår i släktet Gryllacris och familjen Gryllacrididae. Inga underarter finns listade i Catalogue of Life.